# 上尾中央総合病院
医療法人社団愛友会上尾中央総合病院（いりょうほうじんしゃだんあいゆうかいあげおちゅうおうそうごうびょういん）は、埼玉県上尾市にある病院である。中央医科グループの中核病院である。

## 沿革
病院の前身は上尾市柏座に存在した上尾市立病院であり、それを引き継いだ医師・中村秀夫が1964年（昭和39年）12月1日、「上尾中央医院」として開院したものである。1966年（昭和41年）、「医療法人米寿会 上尾中央病院」に改組、その後1971年（昭和46年）に総合病院の認可を得ている。2001年（平成13年）4月には地上10階建ての新病棟が竣工した。

## 診療科[3]
- 血液内科
- 呼吸器内科
- 呼吸器腫瘍内科
- アレルギー疾患内科
- 膠原病内科
- 心療内科
- 糖尿病内科
- 腎臓内科
- 循環器内科
- 消化器内科
- 肝臓内科
- 脳神経内科
- 腫瘍内科
- 総合診療科
- 外科
  - 消化器外科
  - 呼吸器外科
- 乳腺外科
- 小児外科
- 心臓血管外科
- 整形外科
- 形成外科
- 美容外科
- 脳神経外科
- 泌尿器科
- 耳鼻咽喉科
- 頭頸部外科
- 小児科
- 産婦人科
- 歯科口腔外科
- 眼科
- 皮膚科
- 放射線治療科
- 放射線診断科
- 救急科
- 臨床遺伝科
- 麻酔科
- リハビリテーション科
- 病理診断科
- 臨床検査科
- 人間ドック科
- 健診科

### 専門外来
- 腫瘍循環器外来
- 不整脈外来
- フットケア外来（難治性潰瘍）
- 物忘れ外来
- 緩和専門外来
- 静脈瘤外科外来
- 人口膝・股関節外来
- レーザー・美容外来
- スポーツ外来
- 禁煙外来
- 小児専門外来
  - アレルギー外来
  - 呼吸器外来
  - 腎臓・夜尿症外来
  - 小児循環器外来

## 医療機関の指定等
- 地域医療支援病院
- 臨床研修指定病院（管理型・協力型）
- 埼玉県災害拠点病院
- 第二種感染症指定医療機関
- 埼玉DMAT指定病院

## 交通アクセス
- JR東日本高崎線「上尾駅」西口下車、徒歩3分。